# Pantolambda
Il pantolambda (gen. Pantolambda) è un mammifero estinto, appartenente ai pantodonti. Visse nel Paleocene medio e nel Paleocene superiore (circa 62 - 57 milioni di anni fa) e i suoi resti fossili sono stati ritrovati in Nordamerica.

## Descrizione
Della taglia di un montone, Pantolambda era uno dei mammiferi più grandi della sua epoca. L'aspetto di questo animale era vagamente felino, con un corpo lungo sorretto da zampe relativamente corte, una lunga coda e un cranio dal muso corto. In ogni caso, le dimensioni di Pantolambda variavano da specie a specie: Pantolambda bathmodon era lungo circa 85 centimetri esclusa la coda e alto al garrese circa 35 centimetri, mentre P. cavirictum superava il metro e venti di lunghezza (esclusa la coda) e il mezzo metro di altezza. 

### Cranio
Il cranio di Pantolambda era molto corto e largo, con un muso robusto, allargato ma corto; la volta cranica era molto piccola; le orbite erano poste leggermente verso il basso ed erano prive di apofisi postorbitale. La cresta sagittale era molto elevata e fa supporre la presenza di potenti muscoli masticatori; anche le creste nucali erano molto sviluppate. L'apertura delle narici era in posizione terminale, e le ossa nasali erano lunghe. Le arcate zigomatiche erano molto larghe. La dentatura era completa, con incisivi di taglia media e canini robusti e conici, quasi verticali. I molari erano ancora molto vicini al tipo arcaico dei placentati primitivi come gli arctocioni, ma vi era un'accentuazione delle caratteristiche selenodonti dei tre tubercoli principali. I molari inferiori mostravano due mezzelune asimmetriche.

### Scheletro postcranico
Il collo era piuttosto corto; la scapola aveva una struttura primitiva, con una spina scapolare molto alta e un lungo acromion; la superficie anteriore e quella posteriore erano molto diverse. Era ancora presente una clavicola. Il bacino assomigliava molto a quello dei condilartri, come Phenacodus. Le ossa delle zampe mostravano numerose caratteristiche che richiamavano quelle dei pantodonti più specializzati come Coryphodon, ma erano leggermente più gracili. Le zampe erano piuttosto corte; l'omero era potente, con una forte cresta deltoide e un entepicondilo molto sviluppato. Ulna e radio erano massicci. 

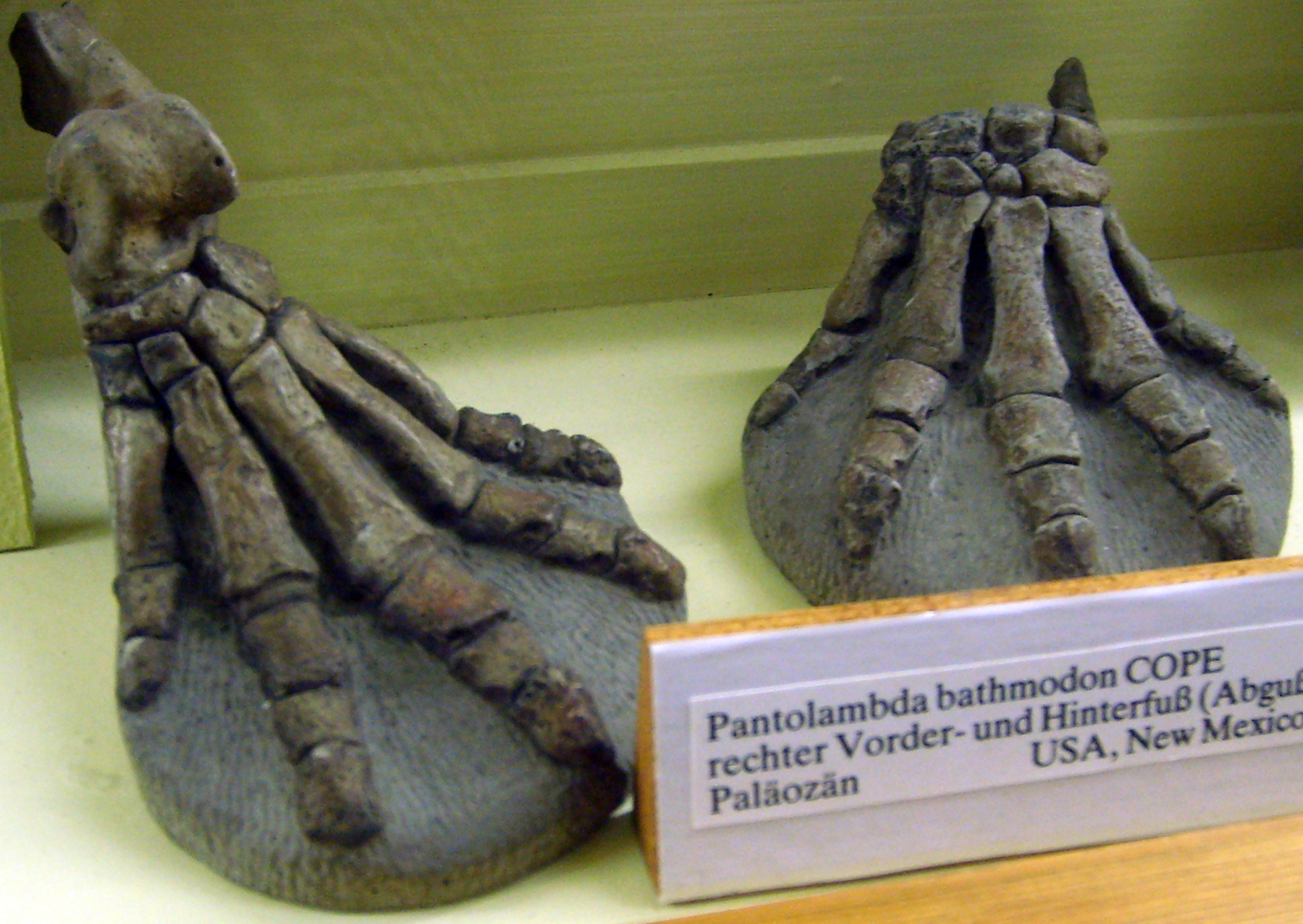
Ossa degli arti di Pantolambda bathmodon

Il femore era dotato di un grande trocantere molto sviluppato ed era leggermente ricurvo. La tibia era corta, con una cresta cnemiale lunga e molto sviluppata; si articolava con l'astragalo per mezzo di una troclea piatta, dal malleolo interno corto. Mano e piede erano dotati di cinque dita quasi uguali, con falangi corte e appiattite. Le falangi ungueali fanno supporre l'esistenza di zoccoli piccoli, arrotondati e piatti. Carpo e tarso sono a struttura alternata. Nel carpo si osserva una grande faccetta lunare-unciforme e un osso centrale molto sviluppato. Il tarso, invece, aveva un astragalo quasi privo di collo, con tre faccette distali, di cui la più grande era per l'articolazione con il cuboide. Una profonda fossetta anteriore limitava la troclea piatta e corta.

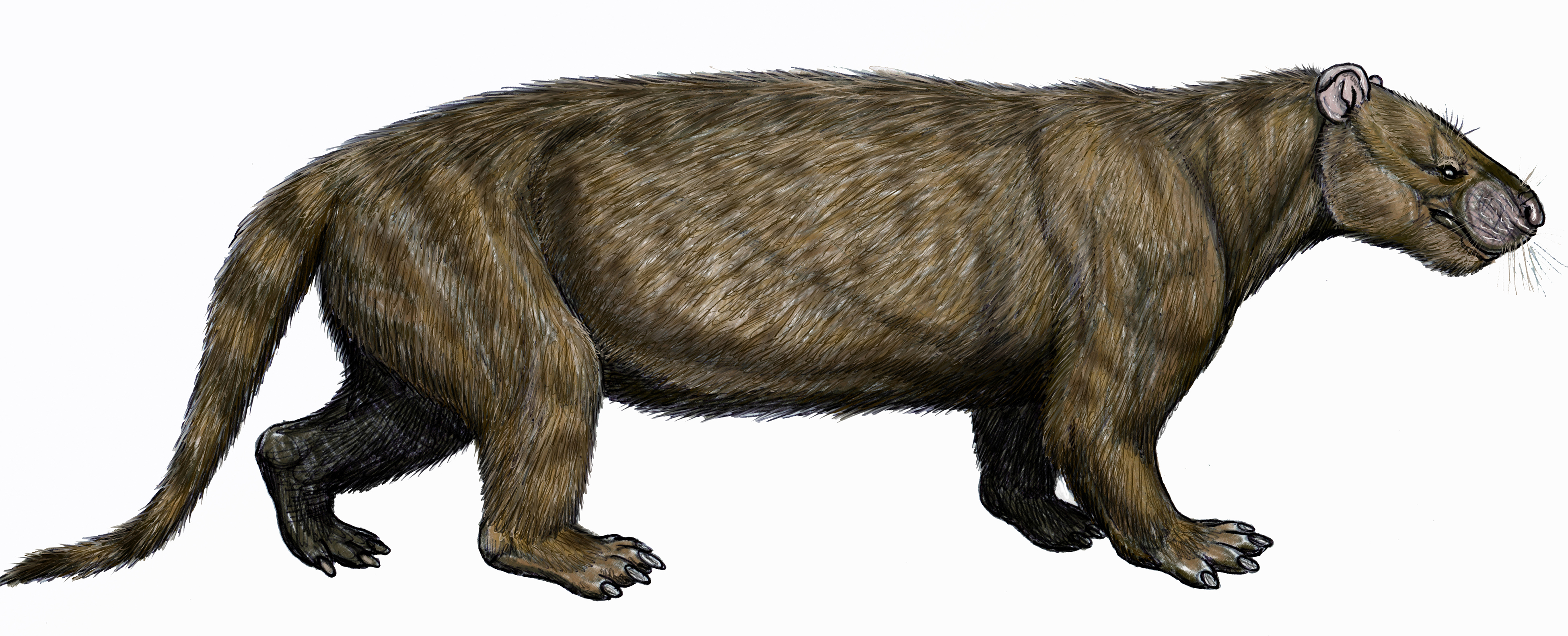
Ricostruzione di Pantolambda bathmodon

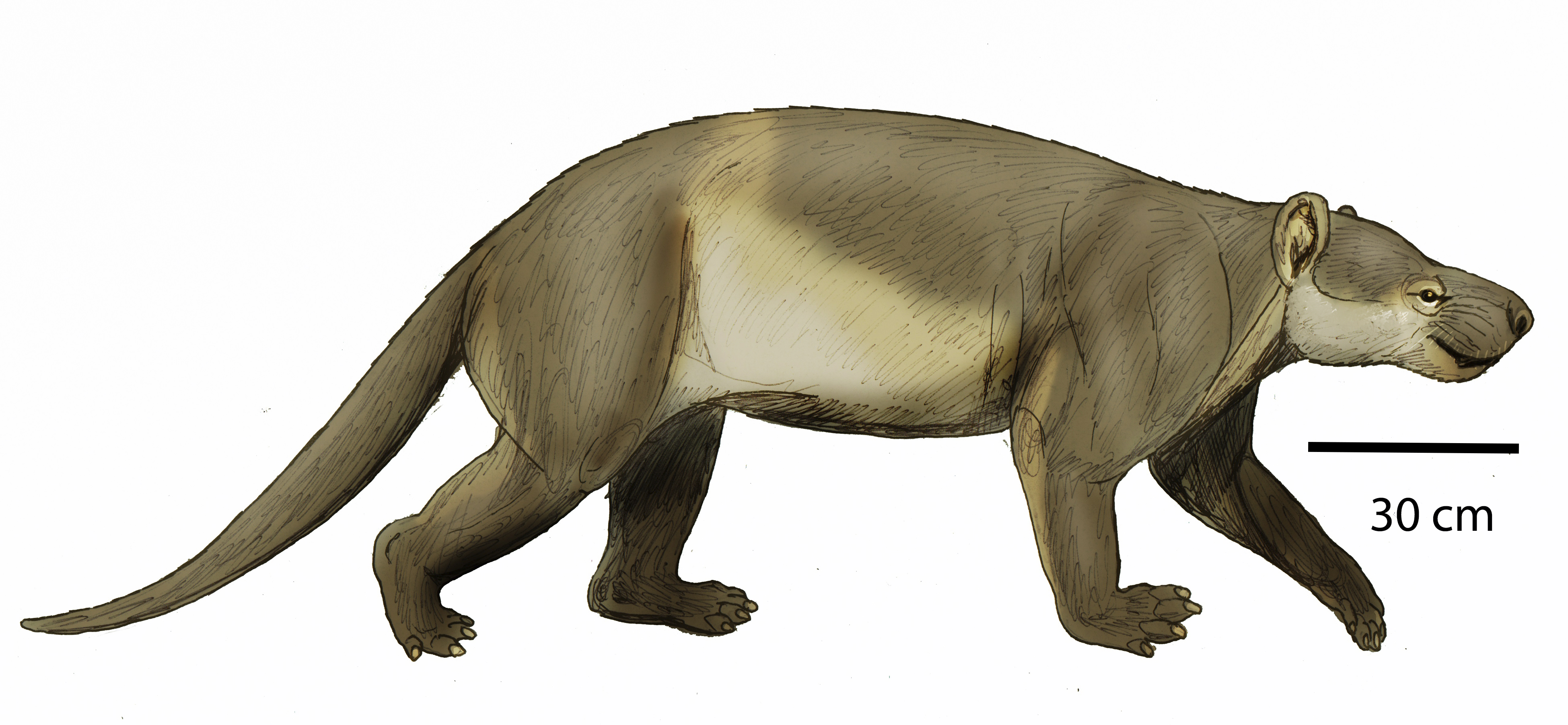
Ricostruzione di Pantolambda cavirictum

## Classificazione
Il genere Pantolambda venne descritto per la prima volta da Edward Drinker Cope nel 1882, sulla base di resti fossili ritrovati in Nuovo Messico in terreni del Paleocene medio; la specie tipo è Pantolambda bathmodon. Altre specie attribuite a questo genere sono P. intermedium, del Paleocene medio di Nuovo Messico, Montana e Wyoming, e P. cavirictum, del Paleocene medio-superiore del Nuovo Messico e del Wyoming. 
Pantolambda era un membro dei pantodonti, un enigmatico gruppo di mammiferi arcaici che, appena dopo la scomparsa dei dinosauri, iniziarono a diversificarsi dando origine ad animali di grandi dimensioni. Pantolambda, in particolare, era una forma piuttosto derivata, e da alcuni è stato posto sulla linea evolutiva che diede poi origine ad altri pantodonti come Barylambda e Coryphodon. Pantolambda e le forme affini (come Caenolambda, più grosso e di poco posteriore) sono raggruppati nella famiglia Pantolambdidae. 

## Paleoecologia
Pantolambda era probabilmente un erbivoro che viveva nelle foreste o nei pressi di corsi d'acqua, dove si cibava di tuberi e fogliame.